# 口吉川町笹原
口吉川町笹原（くちよかわちょうささはら）は、兵庫県三木市にある大字。旧・美嚢郡口吉川村大字笹原。郵便番号は673-0757。

## 地理
- 口吉川地区の中央側に位置している。由来は不明であるが、651年には笹原と呼ばれていた。[4]東側と南側は口吉川町大島・西側は口吉川町殿畑・北側は加東市新定と接する。

## 歴史
- 1954年6月1日 - 三木市を新設し、三木市口吉川町笹原になる。

### 字域の変遷
| 実施前                 | 実施年       | 実施後             |
| ---------------------- | ------------ | ------------------ |
| 美嚢郡口吉川村大字笹原 | 1954年6月1日 | 三木市口吉川町笹原 |

## 世帯数と人口
2022年（令和4年）2月28日現在の世帯数と人口は以下の通りである。
| 町丁         | 世帯数 | 人口 |
| ------------ | ------ | ---- |
| 口吉川町笹原 | 21世帯 | 43人 |

## 小・中学校の学区
市立小・中学校に通う場合、学区は以下の通りとなる。
| 番地 | 小学校               | 中学校             |
| ---- | -------------------- | ------------------ |
| 全域 | 三木市立口吉川小学校 | 三木市立星陽中学校 |

## 施設
- 正念寺
- 笹原公民館

## 交通

### 鉄道
地内には鉄道は通っていない。

### バス
- 神姫バス
- みっきぃバス

### 道路
- 兵庫県道20号加古川三田線